# مرصد مونا لوا

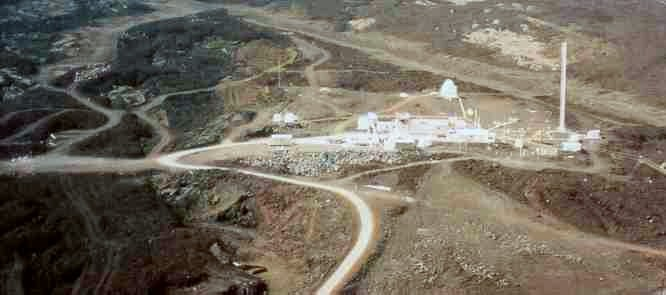
مرصد مونا لوا ، صورة من الجو.

الزيادة المستمرة لتركيز غاز ثاني أكسيد الكربون في الجو منذ عام 1960 ،(قياسات مرصد مونا لوا)

مرصد مونا لوا (إنجليزية Mauna Loa Observatory) محطة جوية تقع في بركان مونا لوا، في جزيرة هاواي، فمنذ سنة 1957 ومرصد مونا لوا يجمع المعلومات والمعطيات التي تتعلق بالتغير الجوي. يُعرف هذا المرصد باهتمامه بانبعاث غاز الكربون. حيث يعرض منحنى كيلنغ لقياس نسبة غاز ثاني أكسيد الكربون.

## اقرأ أيضا
- مرصد مولارد الراديوي
- مرصد سوبارو
- مرصد مونا كيا
- مرصد جيميني
- مرصد كيك
- مرصد هابل الفضائي
- مقراب جيمس ويب الفضائي
- مرصد سوبارو
- تلسكوب التقنية الجديدة

‌